# Strongylophthalmyia metatarsata
Strongylophthalmyia metatarsata är en tvåvingeart som beskrevs av Meijere 1919. Strongylophthalmyia metatarsata ingår i släktet Strongylophthalmyia och familjen långbensflugor. Inga underarter finns listade i Catalogue of Life.